# Plastic Ono Band
Plastic Ono Band (Español: Banda Ono de Plástico) en un principio hacía referencia al nombre bajo el cual John Lennon y Yoko Ono publicaron su primer tema "Give Peace A Chance". Un grupo con el nombre de Plastic Ono Band en este momento todavía era inexistente. Fue en su actuación en el festival de Toronto cuando en septiembre de 1969 se creó una banda que apoyaron Lennon y Ono en sus álbumes de estudio John Lennon/Plastic Ono Band y Yoko Ono/Plastic Ono Band.

## Historia
La banda fue fundada por Lennon y Ono en el festival de Toronto en Canadá.
No se había tenido oportunidad de ensayo cuando el grupo se marchó en avión a Toronto. Se ensayó en el avión mismo. John Lennon tocó con los demás miembros de la banda algunos clásicos del Rock, como por ejemplo "Johnny B. Goode" y "Blue Suede Shoes".
Además presentaron el tema de The Beatles "Yer Blues" del llamado White Album o Álbum Blanco y las nuevas composiciones tanto de Lennon: "Cold Turkey" y "Give Peace A Chance"; como de Ono: "Don´t worry Kyoko" y "John, John".
El concierto de Toronto se presentó bajo el concepto de Yoko Ono. Pasando la mayor parte del tiempo en el escenario acompañados de guitarristas.
Aparte de dicho concierto, el grupo realizó otro el 15 de diciembre de 1969 en el Lyceum Ballroom de Londres. En 1969 se publicó la actuación de Toronto como LP Live Peace en Toronto. En el año 1988 también se hizo público el material de video. Tanto el material de audio, como el de vídeo se vendió muchísmo en su tiempo. Sin embargo la banda no siguió existiendo bajo esta misma agrupación.

## Miembros de la banda
- John Lennon: Voz, guitarra de ritmo
- Yōko Ono: Voz, Piano
- Eric Clapton: Guitarra solista
- Klaus Voormann: Bajo
- Billy Preston: Piano eléctrico
- Alan White: Batería
- Ringo Starr: Batería

## Discografía
- Live Peace In Toronto 1969 (12/1969)
- John Lennon/Plastic Ono Band (12/1970)
- Yoko Ono/Plastic Ono Band (12/1970)
- Sometime In New York City (06/1972)
- Mind Games (11/1973)
- Feeling the Space (10/2013)
- Shaved Fish (Best Of) (10/1975)
- Between My Head and the Sky (10/2009)
- Take Me To The Land Of Hell (10/2013)

## Temas
- Give Peace A Chance (John Lennon & Yoko Ono with The Plastic Ono Band) (03/1969)
- Cold Turkey (John Lennon & Yoko Ono with The Plastic Ono Band) (10/1969)
- Instant Karma (John Lennon & Yoko Ono with The Plastic Ono Band) (02/1970)
- Mother  (John Lennon & Yoko Ono with The Plastic Ono Band) (06/1970)
- Power To The People (John Lennon & The Plastic Ono Band) (03/1971)
- Happy Xmas (War Is Over) (John Lennon & Yoko Ono with The Plastic Ono Band and The Harlem Community Choir) (12/1971)